# Салернська повітрянодесантна операція
Сале́рнська пові́трянодеса́нтна опера́ція — повітрянодесантна операція, яка була проведена американськими повітрянодесантними військами в період з 13 по 14 вересня 1943 року в районі Салерно та Авелліно, (Італія), складова частина операції «Аваланч».

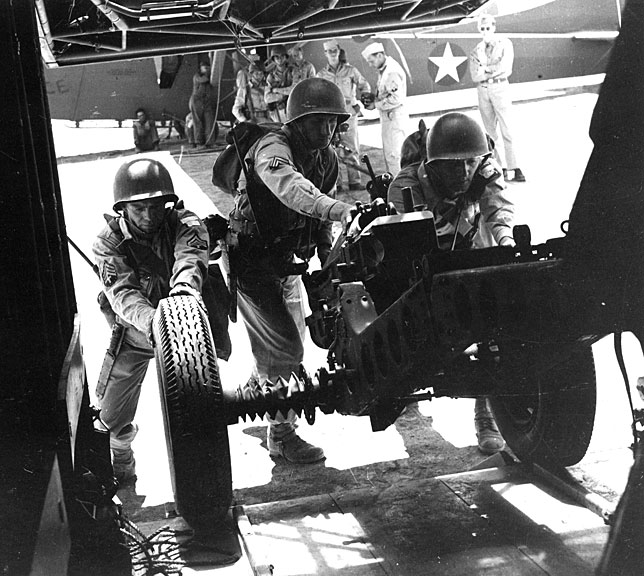
Завантаження техніки та озброєння 504-го полку в планери

Висадка повітряного десанту здійснювалась позапланово з приводу різкого загострення обстановки навколо плацдарму біля Салерно, який опанували американські та британські війська. Після того, як війська п'яті німецьких танкових і танко-гренадерських дивізій розпочали контрнаступальну операцію, намагаючись скинути союзні сили в море, англо-американське командування ухвалило рішення негайно висадити повітряний десант, який мав блокувати важливі перевали, вузли доріг та інші ключові об'єкти, через які здійснювали перекидання своїх сил війська 10-ї німецької армії генерал-полковника Г. фон Фітингофа.
Загалом в операції взяло участь 4 045 десантників зі складу 504-ї, 505-ї бойових полкових груп і 509-го парашутно-десантного полку 82-ї американської повітрянодесантної дивізії. В цілому висадка пройшла успішно, американські десантники завдання виконали.

## Історія

### Передумови
Після успішного проведення операції «Хаскі» із захоплення італійського острова Сицилія союзники зосередилися на підготовці наступного етапу Італійської кампанії — вторгненні на материкову частину Королівства відразу з трьох напрямків. Значну роль у вторгненні мали зіграти американські та британські парашутні частини, що відмінно себе зарекомендували під час боїв на півдні Сицилії.
Наприкінці серпня 1943 року командир 82-ї американської повітрянодесантної дивізії генерал-майора Метью Ріджвея отримав наказ на підготовку повітряно-десантної операції із захоплення самого Риму. Політична обстановка, що склалася, а саме усунення від влади фашистів на чолі з Б.Муссоліні, надавала відмінну можливість захоплення італійської столиці у взаємодії з італійськими військами, котрі перейшли на бік союзників.
82-га пдд розпочала інтенсивну підготовку до проведення операції. Але, 8 вересня, в день висадки основних сил англо-американців у районі Салерно (на південному сході півострова) буквально за лічену годину до початку десантування — операція була скасована. Здавалося, що десантники вже ніколи не візьмуть участі в подальших бойових діях.

### Морський десант
Висадка морського десанту проходила дуже вдало, британський і американський корпуси успішно просувалися вперед, коли несподівано для них у стик, що утворився, між 36-ю піхотною дивізією США та сусідньою дивізією Великої Британії, ударила німецька 16-та танкова дивізія.
Генерал-лейтенант Марк Вейн Кларк, що командував 5-ю американською армією при висадці військ в Італії, був одним з найзапекліших противників застосування повітряно-десантних військ, коли ситуація навколо морського десанту на узбережжі стала перетворюватися на катастрофічну, а резервів у розпорядженні командувача армії не було. До цього часу до районі Салерно вийшли передові частини п'яті німецьких танкових і танко-гренадерських дивізій (танкові «Герман Герінг», 16-та і 26-та, панцергренадерські: 15-та і 29-та, а також 3-й і 4-й полки 1-ї парашутної дивізії). За даними союзників німецьке командування підтягнуло додатково до 600 танків і самохідних гармат, готуючись до загального контрудару по центру плацдарму, уздовж річки Селе, що поділяла сектори висадки союзних військ. За задумом німецькі броньовані ударні групи мали розтрощити плацдарм 5-ї армії по частинах, завдавши спочатку удар по одному корпусу, а потім по другому. Союзні війська опинилися на межі повного розгрому. З 11 вересня американський генерал став заклинати про допомогу. Тепер для Кларка вже не мало значення, в що він вірив раніше, генерал вже буквально благав про врятування. М.Кларк просив негайно здійснити десантування 82-ї пдд в районі Авелліно, головному вузловому транспортному центрі німців, і тим самим блокувати можливі шляхи підходу резервів противника до бухти Салерно, де висадилися основні сили 5-ї армії.

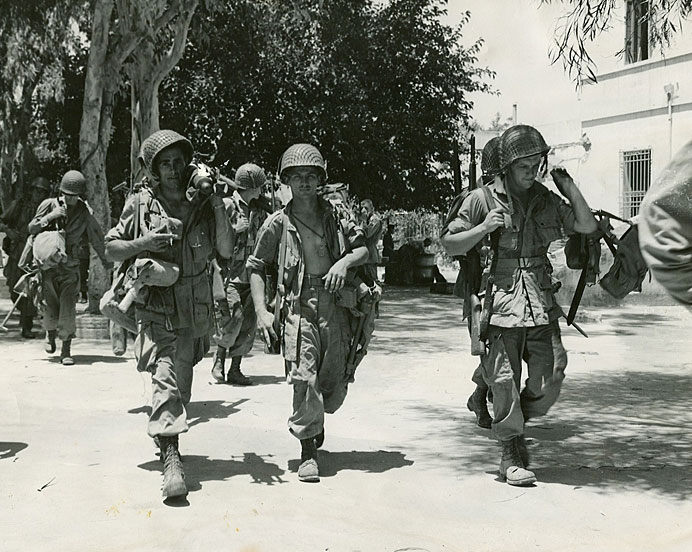
Солдати 504-го парашутного полку в Сицилії. Липень 1943

29-та панцергренадерська дивізія, яку ще до висадки союзників відкликали з Калабрії, і бойова група (два піхотних батальйону і 20 танків), сформована з підрозділу дивізії «Герман Герінг», першими прорвалися до плацдарму союзників. Бойова група з району Неаполя контратакувала війська союзників і прорвала оборону британських військ біля перевалу Ла Моліна. Потім вона зуміла вийти до В'єтрі. 13 вересня її просування зупинили командос, які змушені були вступити в бій, проте перевал вже був міцно закритий противником. X британський корпус виявився притиснутим до вузької прибережної смуги біля Салерно, в той час як німці володіли всіма висотами, що панували над плацдармом. Південніше частина 29-ї панцергренадерської дивізії спільно з частинами 16-ї танкової дивізії увірвалися в проміжок між ділянками висадки американських і британських військ. Увечері 12 вересня німці вибили правофлангові частини британців з Баттіпалья, які зазнали великих втрат, особливо полоненими. В американському секторі німцям вдалося відтіснити супротивника з пануючих висот на південь від долини Селе силами передових частин 29-ї панцергренадерської дивізії. Скориставшись збільшився розривом між позиціями двох корпусів союзних військ, німці 13 вересня завдали удару по лівому флангу американців і вибили їх із Персано.
13 вересня криза стала вже неминуча. На аеродром Ліката на Сицилії, де базувалися основні сили десанту, приземлився літак зв'язку з повідомленням від генерала М.Кларка особисто в руки генералові Ріджвею. Через 8 годин десант розсаджений по літаках. 504-та бойова полкова група, що зазнала значних втрат від «дружного» вогню під час висадки на Сицилію, узяла курс на Італію.

### Десант 82-ї дивізії
Щоб не повторити сицилійської трагедії, коли парашутисти збивалися своїми підрозділами ППО, всім зенітним гарматам була віддана команда не стріляти взагалі. 504-й і 505-й полки дивізії були викинуті практично над полем бою, на південь від річки Селе. Десантування проводилося в районі Паестім з висоти буквальні 160 метрів. Основна маса десанту приземлилася на відстані до 200 метрів від центру площадки приземлення. Ніхто не приземлився на відстані понад 1,5 км. Друга хвиля десанту пройшла не так точно і вдало. Коли вони прибули через декілька годин, погода в районі зони висадки змінилася, і вони потрапили під запеклий протиповітряний вогонь зенітної артилерії німців. Підрозділи були розкидані на великій відстані. Третя хвиля пройшла вдаліше і приземлилася доволі таки компактно.
Через 15 годин після одержання листа генерала Кларка, перші 1300 парашутистів були на землі у вказаному районі, готові до виконання бойового завдання. Слідом за ними десантувалися підрозділи 505-го парашутно-десантного полку.
Той самої ночі легендарний 2-й батальйон 509-го парашутно-десантного полку під командуванням полковника Е.Раффа в кількості 640 осіб, що вступив першим у цій війні в бій ще в Північній Африці, здійснив висадку в районі Авелліно. Десантники виконали визначені завдання з дезорганізації тилу противника, внаслідок чого німецько-італійське командування було вимушене кинути значні сили на розшук і знищення десантних груп, що орудували в їхньому тилу.
Після проведення операції в районі Салерно, ставлення командування союзних військ до десантників кардинально змінилося; 82-га пдд завоювала собі репутацію з'єднання, яке може діяти в будь-яких ситуаціях і розв'язувати будь-які проблеми, а за 504-м полком офіційно закріпилося прізвисько «Дияволи» (англ. The Devils) після проведеної операції, коли в щоденнику одного німецького офіцера, знайденому в Анціо, знайшли запис:
«Ці американські парашутисти…, ці дияволи в мішкуватих штанях, раптово з'явилися за 100 метрів від наших позицій. Я не міг спати всю ніч, вони вискакували з нізвідки й після стрімкої атаки так само зникали, і ми не знали, коли й де вони ударять наступного разу. Схожі на чорних дияволів з небуття…»